# 피아 미란다
피아 미란다(Pia Miranda, 1973년 6월 15일 ~ )는 오스트레일리아의 배우이다.

## 출연 작품
- 러브리스 (2009)
- 맨스 베스트 프렌드 (2009)
- 쓰리 블라인드 마이스 (2008)
- 벌을 삼킨 소녀 (2007)
- 크레이지 록스타 (2002)
- 퀸 오브 뱀파이어 (2002)
- 알리브란디를 찾아서 (2000)
- 올 세인츠 (1998)